# Ноћни живот у Београду
Динамичан ноћни живот у Београду стиче међународну репутацију почетком 21. века, како због традиционалног ноћног живота оличеног пре свега у кафанама, тако и због савременог, модерног ноћног живота, посебно сплавова — баржи и пловила претворених у клубове и кафиће. Београд се често наводи на листама градова са најбољим клубовима и журкама.
Сплавови се углавном налазе уз обе обале Саве са бројним клубовима дуж обала Аде Циганлије, и уз десну обалу Дунава. Упркос савременом ноћном животу који се временом разгранао у разне видове забаве како би се прилагодио страним посетиоцима и млађим генерацијама, Скадарлија, боемска четврт са традиционалним кафанама, је и даље једна од најпосећенијих београдских атракција, одмах иза Београдске тврђаве.
Београд је посебно популаран у региону, са бројним викенд посетиоцима. Главне привлачности за туристе су: генерално добро познавање страних језика или недостатак језичке баријере у случају бивше Југославије; пријатељска атмосфера; велики број локала (барови, клубови, кафићи, кафане, ресторани); квалитетна кухиња; релативно ниске цене алкохола, посебно из угла страних посетилаца; недостатак прописа о ноћном животу или лоша примена постојећих.
Растућа популарност Београда као жаришта забаве и провода, посебно „лудих сплавова”, временом је наишла и на критике. Иако се и даље описује као град са „традицијом интелектуалног састајалишта”, укључујући успешну уметничку ревитализацију четврти попут Савамале или Дорћола, преовлађујућа слика Београда, чак и званично рекламирана као таква, јесте имиџ града јефтине забаве. Оваква стереотипна промоција учинила је ноћни живот Београда стециштем људи који траже јефтин хедонистички провод, а који резултира много ширим друштвеним утицајем: опијање, дрога, криминал, проституција, утицај на тинејџере и омладину и развој сплавовске ријалити културе.

## Традиционални ноћни живот

### Историјат
Претече модерног ноћног живота биле су кафане. Прва кафана у Београду отворена је у османско доба, 1522. године, на Дорћолу. Гостима је служена само турска кафа и ова кафана се сматра најстаријом у Европи. Отворена је само годину дана након османског освајања Београда и 33 године пре него што је прва кафана отворена у Истанбулу 1555. године. Историјски извори не упућују на разлог зашто је Београд у то време био толико важан да тако рано има објекат тог типа. Сама реч кафана коју су нам донеле Османлије (qahve hane), изведена је из персијског qahvah-khanah, што значи „кућа кафе”.
Османски путописац Евлија Челебија посетио је Београд 1661. године и избројао 21 хан и 6 каравансараја. Највећи, Каравансарај Мехмед-паше Соколовића имао је „160 оџака”, а неки каравансараји су имали и харемске делове. Када су Аустријанци 1718. године освојили Београд, поред осталих извештаја царском двору у Бечу, слали су и извештаје о кафанама у којима су споменуте следеће кафане: „Црни орао”, „Црвени петао”, „Пет шева”, „Три зеца”, „Дивљи човек”, итд. Посебно су се осврнули на проблематичну „Код две буле”, озлоглашено омиљено место „развратног” барона Фрање Тренка.
Београд је у овом периоду остао богат кафанама јер је било скоро 200 кафана и механа, па је производња алкохолних пића у граду цветала како би задовољила потражњу. Аустријски гувернер, Карл Александар, војвода од Виртемберга, био је познат по својој љубави према ноћном животу. Укинуо је све порезе на послуживање пића и бизнис је процветао. У немачком делу града било је око 140 кафана и пабова, а у српском преко 200. Немци су углавном служили пиво, а Срби вино и ракију. У периоду 1717—1723, у Београду су отворене четири пиваре. Војвода је такође организовао балове у својој палати. У периодима када су организовани балови музика у другим деловима града била је забрањена. Обичне грађане понекад су силом вукли на балове, где су морали да плате стартнину од 17 кројцера, што је био велики износ за већину грађана. Аристократија је углавном користила обичне људе за подсмех на баловима, а они који су одбијали да дођу или правили проблеме на баловима, затварани су и бичевани. Масовне, обилне вечере и гозбе, познате као трактације, биле су редовно организоване. На њима су сервирана јела и храна недоступна обичним људима, попут кавијара, хоботница, усољених харинги, пржених голубова, вруће чоколаде или увозних вина. После повратка Османлија 1739. године, овај „барокни блиц” београдског ноћног живота је престао.
Након повратка Османлија, на углу садашњих улица Краља Петра и Цара Душана, опстала је кафана „Црни орао”, први такав објекат са забележеном речју кафана у називу. Служила је кафу и наргиле. Објекат је био важан и из других разлога. То је била и прва пивара у Београду и прво место које је радило нон-стоп. На спрату изнад били су смештени гардисти, посада Темишварске капије. Како је њихово дежурство било 24-часовно, такво је било и радно време кафане. Зграда је опстала до Међуратног периода.
Кафана Бели медвед отворена је у 18. веку у Земуну. Зграда је изграђена у првој половини 17. века и служила је као каравансарај бар од 1658. године. Локал је био популаран и радио је до раних 1960-их. То је најстарија сачувана грађевина у Београду после зидина Београдске тврђаве. Међутим, Земун се током највећег дела историје развијао независно од Београда јер су два града припадала различитим државама. Земун је 4. октобра 1929. године постао део исте административне јединице као и Београд, изгубио је посебан статус града у односу на Београд (тј. постао његов део) 1934. године а тек од 1950-их почео да сачињава континуирано насељено подручје са Београдом. Отуда се кућа у улици Цара Душана 10 на Дорћолу обично назива најстаријом кућом у Београду, док се кафана Бели медвед сматра најстаријом кућом у Земуну.

### Златно доба
Кнез Александар Карађорђевић је 1847. године законски уредио област угоститељских објеката, поделивши их на механе и ханове, при чему су механе добиле статус занатских радњи. Простори су дуго остали непромењени: столови без столњака, расклиматане столице и клупе, плехане пећи које су гости сами ложили, свеће лојанице или петролејске лампе. Међу нижим слојевима развила се култура провођења сати у кафанама. Разговарало се о свакодневним догађајима, политици, делиле се смешне приче или певало уз гусле. Такође су се појављивали и простори уређени по западњачким примерима, грађени по узору на Беч или Будимпешту. Таква места постала су окупљалишта официра, чиновника, земљопоседника, а за разлику од традиционалних кафана, повремено су долазиле и жене. Кнегиња Љубица Обреновић била је редован посетилац „Манојлове баште”, на данашњемЗеленом венцу, где је пила пиво. Била је то прва београдска кафана која је служила пиво, почев од 1835. Временом су старински уређене кафане опстале углавном у предграђима.
Остајање ван куће до касно је било против закона, али људи би редовно остајали у кафанама после радног времена. Пошто Београд у то време није имао уличну расвету, градоначелник Никола Христић је наредио да свако ко шета ноћу мора да има личну лампу, иначе је предвиђена висока казна. Како су људи који су се враћали из локала у касним сатима већ самим тим кршили закон, нису имали лампе, покушавајући да остану непримећени од стране жандарма. Развила се субкултура подмићивања јер је за ухваћене прекршиоце било јефтиније да потплате жандарма него да плате казну, док су жандарми ионако били слабо плаћени па им је мито добро дошао.
Кафане су постале средишта друштвеног живота града, јер је из њих зрачио читав политички и културни пулс града. Неки историчари су их описали као „најважније институције” од 19. века до Другог светског рата. Кнез Михаило Обреновић је такође законски уредио област кафана 1863. године и наредио да жене не смеју да поседују кафане нити да раде у сеоским и друмским, већ једна, а изузетно две, могу да раде у градским кафанама. Простори су се делили на различите типове: механа, бистро, гостионица, хан, сарај, локал, крчма, бирцуз, биртија а касније и ресторан, хотел, итд. Сви су нудили пиће, а неки су нудили и храну, одмор и преноћиште. Такође, многи су имали музику. Крајем 19. века у центру Македонске улице било је 40 кућа, од којих су 22 биле кафане. Кафане су углавном биле разноврсне: неке су служиле само кафу, друге само пиво или су нудиле само супу од пасуља. Још једно законско уређење кафана, овог пута од стране општине, уследило је 1877. године. Кафане су биле категорисане — кафане првог реда смеле су да имају једну конобарицу.
Као чворишта друштвеног живота, кафане су се убрзо диверзификовале: „Еснафска кафана” (за занатлије — зидаре, грађевинце, копаче бунара, тесаре, тестераше), „Македонија” (земљорадници и трговци), „Код Албаније” (закупци) итд. У зависности од политичке припадности гостију, поједине кафане су се претварале у дебатне клубове Српске напредне странке, Народне радикалне странке или Либералне странке. „Рајић” је била прва кафана у којој су се припремали савремени ћевапчићи, почев око 1860. године. Толико су били популарни да је у једном тренутку било 300 ћевабџиница у Београду. Под пуним називом „Код Рајића јунака српског”, била је домаћин свечаности након потпуног повлачења Османлија из Београда 1867. године, у организацији кнеза Михаила.
Први хотел „Код јелена” изграђен је 1843. године, али је постао познат као „Старо здање”. Нови хотел је унео европску традицију у забаву и имао прву плесну дворану у Београду. Први бал у Београду одржан је 1838. године, а постали су учесталији после 1860. и имали су строги распоред и бонтон. Насупрот томе, међу нижим слојевима, посебно у приградским кафанама, проширила се мода кромпир балова. Названи су тако јер су, за разлику од отмених плесова богатих слојева друштва, на овим сурогат-игранкама људи само скакали и трзали се, као да шутирају џакове кромпира.
Прва кафана која је дозвољавала гостима да преноће била је „?”, и то од средине 19. века, првобитно само два пута годишње, после божићне и васкршње литургије. Смештен преко пута београдске Саборне цркве, омогућио је верницима који су дуго у ноћ остајали у порти цркве да остану у кафани. 6. фебруара 1893. у граду је упаљена прва електрична улична светиљка па неки хроничари то узимају као тренутак када је почео „прави ноћни живот”.
Године 1860. отворена је једна од најпознатијих кафана, „Код Албаније”. На њеном месту 1940. године изграђена је модерна палата Албанија. Неки од локала из овог периода носили су весела имена, попут „Код поцепаних гаћа” и „Седам Шваба” или су добили називе по здањима којима су били близу („Три шешира”, због Димовићевог дућана шешира који је раније био у кући и имао три лимене капе изнад улаза; „Код палидрвца” (због оближње фабрике шибица)). Кафана „Америка” била је позната по локуму, сланутку и чочецима, а на гласу је био и због трбушних плесачица и проституције. Хотел и ресторан „Балкан” на Теразијама изграђен је 1935. године на месту некадашње „Симине кафане” из 1860. године. Уврштен у највишу, прву категорију, био је састајалиште пословних људи, и један од ретких угоститељских објеката у којима је женама било дозвољено да раде. „Златни крст”, такође на Теразијама, рекламирао се 1862. године да поседује „12 соба и штала за 30 коња”.
Наставило се са обичајем необичних, егзотичних и смешних назива, често као контрирање суседним или добро познатим местима: „Пивни извор”, „Босфор” (поред Дарданела), „Енглеска краљица”, „Земљотрес”, „Црна мачка” (поред „Беле мачке”), „Журка”, „Код три сељака”, „Астрономска кугла”, „Код бомбардовања Београда”, „Гусарски брод”, „Два пања”, „Јефтиноћа”, „Муса Кесеџија”, „Радосан Србин”, „Српски влаковођа”, „Црни Арапин”, „У модрим шумама”, „Код две мистерије”, „Код Ороза”, „Врући гавран”, „Изгубљено јагње” или „Код жирафу ваневропску зверку”.
Један од најугледнијих локала била је „Српска круна”, изграђена 1869. године и адаптирана у хотел. Настао је 1853. године на углу Кнез Михаилове и Париске улице. Био је познат по баловима. Објекат је подигао кнез Александар Карађорђевић и продао локал београдској управи. У новој згради, која се налази преко пута Калемегданског парка, данас је смештена Библиотека града Београда. Због своје локације био је део популарно назване „калемегданске групе хотела”, који су почели да се развијају и привлаче нове муштерије након 1867. године и потпуног повлачења Османлија из града. Група је обухватала и гостионицу, касније хотел „Национал”, подигнут 1868. године. „Српска круна” је архитектонски сачувала изглед хана — четвртасто, централно унутрашње двориште — али у модерном стилу. Имала је само 12 соба, али је била позната по великој свечаној сали у којој су се одржавали европски балови и концерти, мада је сваки бал морао да почиње српским народним колом Србијанка.
„Дарданели” после реконструкције 1896. године постаје најпопуларнија кафана, саборно место глумаца, писаца, певачких друштава и централна тачка урбаног духа и градских боема. Основао ју је Турчин Ариф бег 1855. године. Власничка структура се често мењала. Тако је 1858. године била у власништву Српкиње Стојане, која га је добила у мираз. Имао је билијар столове. Запажени стални гости били су Војислав Илић, Бранислав Нушић, Антун Густав Матош, Стеван Сремац, Радоје Домановић, Веселиновић, Тоша Јовановић, Ђура Јакшић, Милован Глишић . Од миља су га звали „народни универзитет”. Када је требало да буде затворена, редовни гости су организовали „опроштај” — окупило се око 70 људи, са федора шеширима и цилиндрима, у организацији познатог боемског глумца Чиче Илије Станојевића, и достојанствено су испратили кафану „са великом тугом”. Срушена је 1901. године, уместо ње је изграђен је садашњи Народни музеј у Београду, па се клијентела преселила у „Велику Србију” и већ постојеће кафане у Скадарлији. Београд је тада био подељен на махале, а поток Бибија, који се сливао низ Скадарлију, био је административна граница између квартова Палилула и Дорћол. Како је Палилула музику ограничила на поноћ, људи су тада скакали преко потока ка дорћолском делу да би наставили са фештом.
Како је и сама „Велика Србија” убрзо срушена да би се направио простор за „ Хотел Москва”, Скадарлија је постала централна тачка ноћног живота Београда. Од 2023. године „Три шешира”, основана 1864. године, је најстарија, још увек функционална кафана у Скадарлији и друга по укупном броју у Београду, после „?” из 1823. Још старија „ Господарска механа”, из 1820. године, затворена је 2013. године. Налазила се близу ушћа Топчидерске реке у Саву. Једна од најстаријих кафана, Грчка Краљица, отворена је 1835. године, а затворена 2007. године.
Гостионица „Деспотов Хан”, претходница „Грчке Краљице”, је прва забележена јавна кућа у Београду, која датира из 1840-их година. Како је проституција увек била нелегална, сексуалне раднице су морале да се преселе на улицу, а локал је наставио као обична кафана. Последњи „званично незванични” бордел из овог периода налазио се у приземљу куће у Чика Љубиној улици, иза модерне зграде Института Сервантес. Кућа је срушена много касније, почетком 1990-их. Проституција је у великој мери сузбијана деловањем Кола српских сестара, основаног 1903. г.
На прелазу из 19. у 20. век Београд је имао једно угоститељско место на 50 становника. После Првог светског рата, нови простори су били потпуно западњачки. Нови хотели, са популарним ресторанима, били су „Сплендид”, „Асторија”, „Унион”, „Луксор”, „Палас” и други. Друштвена подела је ипак остала. Припадници нижих слојева нису могли да приуште отмене просторе, попут хотела „Славија” или „Империјал”, да наручују бечки шницле или мађарски гулаш, да слушају немачке или француске певаче или да гледају мађионичаре, жонглере и друге уметнике. Посећивали су мале куваре, народне кухиње и најквалитетније локале. Међу најлуксузнијим и најексклузивнијим локалима за ноћни живот током Међуратног периода био је „Српски краљ”, на углу Узун-Миркове и Париске улице. Раскошан хотел је описан као „украс” града, са „подједнако лепим ентеријером и екстеријером”. Потпуно је уништен током немачког бомбардовања Београда 6. априла 1941. После рата држава је национализовала парцелу. Упркос неколико иницијатива, никада није обновљен. Уместо хотела, отворен је ресторан „Парк”, где је већи део парцеле постао башта ресторана. Касније је преименован у „Централ парк”, пре него што је изгорео до темеља у децембру 2012. године.
Министарство финансија Краљевине СХС забранило је 30. децембра 1927. године ноћни живот после 23 часа: они који седе до касних сати, а прошло је једанаест, биће кажњени са два динара . Позната као „такса за ноћно седење”, сматра се првом званичном забраном ноћног живота у Србији.
Друге важне, сада затворене кафане из овог периода су:
- „Бабуна”; на Сењаку, преко пута модерног Београдског сајма, угостио је споменик Победник, један од најпрепознатљивијих симбола Београда данас, пре него што је постављен на Београдској тврђави .[67]
- „Бајлонијева кафана”; у Скадарлији, власништво чешког емигранта Ignjat Bajloni, тик до његове пиваре тако да је ваздух у кафани имао свеж мирис хмеља . Велики локал био је познат по пиву: тамном, светлом, златном, али и познатим страним брендовима пре Другог светског рата, попут Гамбринуса или Стоута . Пиво се служило само у бурићима, а место је било познато по месу са роштиља. После 1907. године одржавао је концерте хора Абрашевић, која је основана 1905.[67]
- „Боем”; у Цетињској улици, у близини Скадарлије. Веома популаран током Интербеллума, са специфичном музиком: шлагери, серенаде и арије из опера и оперета.[67]
- „Булевар”; на Теразијама. Испред ње је упаљена прва електрифицирана улична светиљка у Београду 6. фебруара 1893.[68] Био је популаран због велике сале у којој су приређиване забаве, укључујући редовне концерте Српско-јеврејског певачког друштва, први мачевалачки турнир у Србији, представе немачких позоришних група из Берлина (преко 100 представа само 1904. године) и митинге политичке странке. Сала је адаптирана у прву оперску сцену 1909. године, а представе су постављене у сарадњи Бранислава Нушића и оперског певача Жарка Савића из Земуна. Критичарима се то није допало, па је сцена затворена 1911.[67] Касније је ипак преименована у „Оперу” и била је седиште комедиографско-водвиљског позоришта „Орфеум”.[69]
- „Бумс Келер”; у Скадарлији, налазио се на углу са Зетском улицом. До Првог светског рата хваљена као једна од најбољих кафана у граду, са лепо уређеном баштом, добрим залогајима и одличним вином. Изнад кафане су једно време живели глумац Добрица Милутиновић и писац Бранислав Нушић, док су на њој наступали глумци и певачи. Власник је био Пера Бумс.[67]
- „Цветкова механа”; Цветко Јовановић отворио га је 1902. године, на Смедеревском путу, преко пута пијаце у Малом Мокром Лугу . Првобитно названо „Врачарско поље” по локацији, постало је познато као „Цветкова механа”. Пијаца, а тада је по њој названа махала, данас скраћена на само Цветко.[70]
- Манакова кућа, изграђена 1830. године. Овде је била механа у 19. веку. Кућа је опстала као једно од ретких здања из тог периода у Београду и под заштитом је државе
- „Чукарева кафана”; постојала је у каснијем 19. веку на данашњој локацији Фабрике шећера. Била је популарно место на раскрсници Обреновачког и Шумадијског пута, на улазу у град, добило је име по власнику Стојку Чукару. Она је дала име модерном насељу и општини Чукарица.[71]
- „Два бела голуба”; основао Јован Кујунџић, кројач (терзија, кројач сукна). Првобитно типична друмска мејхана, постала је толико позната да је цео кварт и савремена Светогорска улица 1872. године добили име по њему. Крајем двадесетих година 20. века Занатлијски цех је откупио кућу и околни плац да би саградио Дом занатлија, који је данас зграда Радио Београда . Кујунџић је имао један услов, да се име сачува. Због тога је изнад улаза у зграду уклесана скулптурална композиција. Приказује две особе са наковњем (симбол занатлија), поред наковња су маказе (симбол кројача), са два бела голуба. Кафана се преселила у Скадарлију, а ресторан у новој згради (довршеној 1933. године) добио је назив „Занатски дом”.[67][72]
- „Два дуда”; посећивали су београдски кочијаши и носачи. Налазило се у близини Ташмајдана.[73]
- „Ера Гурман”; био је на модерном Тргу Николе Пашића 6, где се данас налази зграда Управе града Београда. Сматра се да имате најбоље печено и печено месо у граду.[67]
- „Грађанска касина”; на углу улица Краља Петра и Кнез Михаилове. Клијентела су били најугледнији и најобразованији београдски трговци, високи официри и чиновници. Црвени крст Србије је овде основан 1876. године, као и Друштво новинара Србије 1881. и Београдска берза 1894.[67]
- „Казбек”; најпознатија „руска” кафана, основана након масовне руске беле емиграције . Отворен у новембру 1931. од стране Рубена Ротинова, био је то место на „европском нивоу” и означено као центар ноћног живота Београда. Угостио је руске забављаче и певаче из целог света. Првобитно смештен на улазу у Скадарлију, касније се преселио у главну, улицу Краља Милана, где се налази модеран ресторан „Полет”.[74]
- „Лондон”; који је дао име модерном околном насељу, на раскрсници улица Кнеза Милоша и Краља Милана. Саграђена између 1865. и 1873. године, са хотелским собама изнад ње, првобитна клијентела кафане били су посланици оближње Народне скупштине. Први београдски корзо (шеталиште), формиран поред њега и низ Топчидерски пут (данас Кнеза Милоша). Нова зграда је изграђена 1962. године, али је модернизована кафана опстала до 1992. године, којој се осамдесетих година 20. века придружио и истоимени диско-клуб. Од 1992. године адаптиран је у огранак Понзи шеме Дафимент банке, казино, вински клуб и супермаркет, који су задржали име Лондон.[67][75][76]
- „Мало Пристаниште”; мала кафана у Савамали. Пре Другог светског рата била је полазна тачка за превоз чамцем на другу страну реке, и на плажу Ника.[77]
- Манакова кућа"; у Босанској улици (сада Гаврила Принципа 7) у Савамали. Кућа је изграђена за логалног агу и његов харем. Цинцарски трговац Манојло Манак је купио кућу од аге и отворио механу и пекару у приземљу, док је сам живео на спрату. Његов рођак Манак Михаиловић је наследио кућу и посао. Током раног 20. века довео је чешку капелу, први искључиво женски оркестар у Београду.[78] Механа је затворена али је кућа опстала у изворном стању и стављена је под заштиту државе 1963. године а 1979. је проглашена за споменик културе.[79]
- „Мостар”; оригинално „Три кључа”,[80] именована је по малом мосту који је премошћавао Мокролушки поток, који се недалеко од локације уливао у Саву. Дрвени мост је често уништаван током сезонских поплава. Кафана је дала име савременом Мостару (Београд) и Мостарској петљи.[81][82][83]
- „Нови Београд”; отворио је Петар Кокотовић 1924. године у неформалном приградском насељу Тошин Бунар. Име је било пророчанско јер је савремена општина Нови Београд тако названа 1948. године.[84]
- „Ница”; лоцирана на пешчаној плажи преко Саве, у савременом Ушћу на Новом Београду. Било је једно од омиљених места за одмор у периоду између два светска рата. Људи су се из града превозили малим чамцима. Првобитно само један у целом низу кафана уз неурбанизовану обалу („Остенд”, „Здравље”, „Абаџија”, „Јадран”, „Крф”, „Дубровник”, „Адрија” итд.), једина је кафана која је опстала током и након градње Моста Краља Александра почетком 1930-их.[85] И плажа је требало да буде срушена, али је преживела и изградњу моста, што је само олакшало приступ гостима. До тада је постала највећа градска плажа и добила је име „Ница”, по кафани.[86] Плажа је коначно затворена 1938. године када је почела изградња насипа.[87][88]
- „Париз”; првобитно „Ћосина кафана”, коју је тридесетих година XIX века основао Анђелко Алекић Ћоса, који је започео изградњу нове зграде 1868. године.[89] Хотел и кафана су завршени 1870. године. Налазила се између „Касине” и „Такова”. Локација првог српског позоришта комедије „Орфеум”. Први српски играни филм Живот и дела бесмртног вожда Карађорђа, делимично је снимљен у овом простору, а касније у њему приказан.[78] Срушена је приликом обнове Теразија 1948. године.[90]
- „Позоришна кафана”; отворена 1902. године након рушења „Дарданелија”, преузимајући као омиљени избор глумаца, боема и других уметника. У њему су основана глумачка и новинарска удружења.[78]
- „Рудничанин”; на углу Београдске и Краља Милана, на локацији савремене Митићеве рупе. Деценијама пре отварања Главне железничке станице у Београду 1884. године, место је било познато као главно претоварно и паковано место у Београду. У његовом огромном дворишту, у коме су се налазиле и штале и конаке за трговце и бикове, роба и храна која је стизала из унутрашњости складиштена је и препакована за градске пијаце. Опстала је до 1920-их.[78]
- „Сабља Димискија”, или једноставно „Димискија” је била највећа кафана на почетној тачки Булевара Краља Александра. Имала је простор за седење на отвореном где су се окупљали познати спортисти и локални мангупи.[91] Касније је пресељена у улицу Џорџа Вашингтона.
- „Славија”; оригинално хотел и кафана грађени су од 1882. до 1888. Имала је велику салу за забаве и пространу летњу башту. У њој су се одржавали реситали, позоришне представе и хорски наступи.[78]
- „Шишкова кафана”; једна од најстаријих кафана у Београду. Налазила се прекопута Игумановљеве палате на Теразијама и била је омиљено место српских либерала.[78] Касније је замењена биоскопом „Београд”.[78]
- „Таково”; једну од теразијских кафана, често су посећивали глумци. Један од сталних је био композитор Стеван Мокрањац. Имала је добар глас међу градском господом, која је често посећивала на „интимне ручкове”.[78]
- „Топола”; налазила се на централном делу савременог Трга Николе Пашића и била је популарно место међу адвокатима, који су долазили са својим клијентима да пишу тужбе и жалбе. Испред ње је 1926. године отворена прва бензинска пумпа у Београду.[78]
- „Зелени венац”; налазио се у некадашњој Господској улици број 1. Објекат у којем се налазио је једна од првих изграђених кућа у насељу, изнајмила ју је млада удовица госпођа Херман из Саксоније. Пар се одселио у Београд, али је након мужевљеве смрти удовица одлучила да да отказ у послу израде шешира, изнајмила је кућу и претворила је у кафану. Место одржавања није имало име, али је на фасади висио зелени венац од калаја. Госпођа Херман је брала и качила венац док је кафана била окренута ка гробље у то време.[92] Основала је кафану око 1840. године и управљала њиме са својим ћеркама. За време међуратног периода назив Зелени венац проширио се на цео кварт.[78] Кафана је уништена 1960-их.[93]
- „Златна лађа”; саградио је богати трговац Миша Анастасијевић. У периоду пословања до Првог светског рата била је стециште трговаца и угледних људи за време владавине кнеза Милоша.[78]
- „Златни крст”; на Теразијама, где је јуна 1896. године одржана прва биоскопска представа у Београду. Представници Браће Лимијер 25 дана су приказивали ране филмове попут: L'Arrivée d'un train en gare de La Ciotat, Démolition d'un mur, Baignade en mer. Премијери су присуствовали краљ Александар Обреновић и Наталија Обреновић. Пре тога, након Српско-турских ратова (1876—1878), био је омиљена локација политичара, либерала али и конзервативаца. Године 1909. „Златни крст” се сели у Скадарлију, а касније је на Теразијама отворена друга кафана „Душанов град”.[78] До почетка 21. столећа, објекат је претворен у коцкарницу.[94]
- „Златни шаран”; налази се у Јалији, доњи Дорћол. Надомак Дунава, био је познат по рибљим јелима, а посебно познат по рибљој чорби. Овде је са својом музичком групом „Суз” наступао академик Михаило Петровић Алас крајем 19. века.[78]
- „Жупа”; на кривини код Авалског пута у Јајинцима. Ту је локација првог модерног саобраћајног знака постављеног у Београду, прве бетониране улице, и питстоп на првим тркама организованим у Београду. Улица у близини некадашње локације 2018. године добила је име по кафани.[95][96]

### Земун
Како је Земун био погранични град између Аустрије (Угарске) и Турске/Србије, од 1730. до 1871. године на месту савременог Градског парка постојао је Контумац, односно карантинска болница. Како је Земун био важно трговачко место, Контумац је био и бесцаринска зона. У њој су се налазиле стамбене просторије за време боравка у зони. Са великим бројем људи на једном месту, у зони су се развиле угоститељске и угоститељске услуге, а отворене су и бројне кафане: „Код златног крста”, „Код златног точка”, „Код цара”, „Код златног слона”, „Код златног сунца”, итд.

### Модерни период
После Другог светског рата ноћни живот је нестао. Град је био тешко оштећен, становништво је преполовљено и требало је времена да се успостави одговарајућа мрежа јавног превоза како би се омогућило путовање на посао и функционисање града. Поред преживелих „легенди”, уз спортске клубове и стадионе су се придружиле и нове кафане које су 1950-1960-их постале центри ноћног живота, попут „Младог пролетера”, „Синђелића”, „Обилића” или „Стадиона”. Међу клијентима су често били фудбалери и други спортисти. Још једно средиште ноћног живота биле су кафане на обали реке које су држали рибари, посебно у Земуну. Популарна забава и технолошки напредак такође су ометали значај кафана. Радио Београд је почео да емитује нон-стоп, укључујући изузетно популарне хумористичне емисије које су празниле улице, попут Весело вече. Године 1958. почиње емитовање Телевизије Београд.
Средином педесетих година 20. века у Змај Јовиној улици отворен је реновирани „Лотос бар”. Као подрумски простор, нудио је „уметнички програм” који је укључивао мађионичаре, возаче моноцикла, жонглере, ждераче ватре и, као главну атракцију, једва обучене плесачице. То је одмах постало сензација. Како су чланови новог комунистичког политичког естаблишмента постајали редовни посетиоци, а бар је из не тако скривеног стриптиз клуба прешао у, такође, не тако скривени локал проституције, радно време се стално продужавало. Да би се укинуо обичан народ, улазне цене, а посебно пића, су нагло порасле. Убрзо су уследила и слична места: „Кристал Бар”, барови у хотелима „Мажестик” и „Метропол”, као и бројни стриптиз клубови деведесетих година. Почетком 2000-их, сви су били затворени.
Улична проституција се развила од касних 1960-их. Сексуалне раднице су радиле на прилазима Панчевачком мосту и постале познате као стоперке („аутостоперке”). Услед тога је изграђен низ конака дуж Панчевачког и Зрењанинског пута. Још једна дуго преживела локација био је Парк Луке Ћеловића, где се такође развила геј и транссексуална проституција. Парк је добио надимак Пицин парк, док су проститутке носиле надимак камењарке, по оближњој Каменичкој улице. Трансродни сексуални радник Вјеран Миладиновић Мерлинка постао је славна личност деведесетих година. Друга локација која је временом постала синоним за проституцију био је Plavi most („Плави мост”) преко магистралног пута између Коњарника и МедаковићаУ. Настављене су и јавне куће у старом стилу, а затим су деведесетих година 20. века уследиле порно продавнице и агенције за пословну пратњу, неке чак и у Скадарлији. Од 2010-их, неке елитне проститутке постале су ријалити ТВ звезде, зване „старлете”, иако су их непрестано хапсиле због проституције.
Нови Београд, озбиљно изграђен преко Саве од 1948. године, није имао ноћног живота, јер дуго није имао ни кафане. Изузетак су биле „Фонтана” у истоименом насељу „При Мајолка”, касније преименована у „Војводина”, у ТЦ „Стари Меркатор”, и најстарија „Џакарта”, преко пута Студентског града, познатији по првобитном и данашњем називу „Тошин Бунар”.
Као прва кафана на броду, „Сплит” има историјски значај као претеча сплавова. Ресторан је отворен 1970. године, али је брод био много старији. По наређењу Српског краљевског морнаричког друштва изграђен је 1892. године у Регензбургу у Немачкој као луксузни пароброд, а првобитно је носио име цар Николај II. Слао се углавном у дипломатске мисије, попут мисије при Међународној дунавској комисији. Био је део несрећног кладовског транспорта у Другом светском рату. После рата преименован је у Сплит, релоциран је испод Бранковог моста и адаптиран у ресторан. Управљачки простор је адаптиран у приватне просторије и коришћен за проституцију, па је полиција често упадала у локал. Брод се од 1992. налази на сувом доку у Кладову, а 2006. године проглашен је спомеником културе.
Кафане су временом еволуирале у западњачке ресторане, али су многи традиционални опстали и остали део туристичке понуде Београда. И данас се кафане описују као „душа Београда”. Упркос развоју ноћног живота у модерном смислу шездесетих година, и диверсификацији забавних садржаја и њиховој модернизацији како би одговарали млађој популацији и страним туристима, током 2020-их Скадарлија остаје друга најпосећенија атракција у Београду после Београдске тврђаве, доприносећи трећина девизних прихода града Београда.

### Скадарлија
Скадарлија је делимично сачувала амбијент традиционалне градске архитектуре, укључујући и архаичну урбанистичку организацију, и позната је као главна боемска четврт Београда, слична париском Монмартру. Као сличне боемске четврти, Скадарлија и Монмартр су се побратимили 22. октобра 1977. Скадарлија почиње да се развија 1830. насељавањем Рома у напуштене ровове испред бедема, а после 1835. године Срба и Турака. Аквадукт, у суштини зид кроз центар улице, касније је изграђен да би водио ток Бибијиног потока под земљом. Највећи лук аквадукта добио је име Скадар, па је 1872. године улица добила име Скадарска.
Убрзо након изградње аквадукта, уз подножје зида подигнути су први ханови, претече каснијих кафана. Скадарлија је свој боемски карактер почела да добија у последњих неколико деценија 19. века, а посебно после 1901. године и рушења „Дарданела”. Почетком 20. века у Скадарлији је било 15 кафана, међу којима су: „Три шешира”, „Два јелена”, „Златни бокал”, „Бандист”, „Исток”, „Гилд”, „Вук Караџић”, „Бумс Келер”, „Милош Обилић”, „Два наредника” и „Мала пијаца”. Прва три и даље постоје, а прате их новији ресторани попут „Има дана”, „Скадарлије” или „Два бела голуба”. Крајем 19. века, „Пашонин Булевар” на почетку улице, био је прва београдска музичка сала.
Обнова и рестаурација Скадарлије почела је 1968. године по нацртима групе истакнутих уметника. Успели су да очувају његове постојеће вредности и уведу модерне објекте без задирања у историјске карактеристике краја. Крајем шездесетих година Скадарлија је поново стекла славу као центар младих и боемских уметника. Од 1993. године званично отварање летње сезоне у Скадарлији (ресторани раде целе године) обележава се подизањем „боемске заставе”. За ресторане и њихове запослене постоји посебан кодекс понашања. Укључује врсте јела на јеловницима, врсте униформи, дозвољену трпезу или музику и познавање страних језика. Симбол Скадарлије је федора шешир/капа, која се помиње у бројним народним песмама, посебно у староградској музичкој форми, форми старије градске народне музике, још једно амблематско обележје Скадарлије.
После деценија наступа у ресторанима и на отвореном, неки извођачи су постали синоним за Скадарлију: певачи Тома Здравковић, Силвана Арменулић, Олга Јанчевецка. Посебно је била популарна Софка Николић. Прва звезда фолк музике новонастале Југославије 1920-их и 1930-их, објавила је на десетине плоча, поставши једна од најкомерцијалнијих певачица у Европи. У Скадарлији су јој били музичари из Европе и Сједињених Држава, међу којима је била и Џозефина Бејкер, која се с њом спријатељила. Звана „Скадарлијска краљица”, Николићева се повукла 1939. године када је преминула њена млада ћерка јединица.

### Чубура
Други крај који је био синоним за боемски живот је Чубура. Као и Скадарлија, некада је била спољно село претворено у подграђе, уз локални поток Чубурски поток. Разлике су биле и у клијентели јер је Скадарлија важила за отмено и мондено место, док је Чубура била стециште обичних људи, и вишедеценијско комунално запуштеност Чубуре у поређењу са сталним реновирањем у Скадарлији, што је Чубури дало одређени укус. Године 1941. на кратком растојању уз Макензијеву улицу било је 30 кафана. Чубура је описивана као „једна огромна кафана, отворена све време”.
После 1945. године „Влтава” (првобитно названа „Топлица”) постаје стециште; „Мала Влтава” некадашњих политичких затвореника са Голог отока, док су се имућнији грађани окупљали у „Трандафиловићу”. „Орач” је првобитно отворен у Савинцу. Иако је отворена 1949. године на локацији некадашње радње за израду платна, остала је упамћена као „много старија”. Место је било познато по роштиљу. Протести и петиције јавности уследили су након затварања 1996. године, када је премештена на другу локацију на Чубури, где је некада била Влтава. Затворена је у јануару 2015. г. „Млава”, у Цара Николаја 52, била је култна кафана, позната по томе што „има душу”. Никада отмено место, доживео је свој врхунац 1970-их и „замрзнут у 1980-им”, са традиционалним ентеријером. Угостио је подједнако боемску, уметничку елиту, локално становништво и грађевинске раднике са оближњих локалитета. До 2010-их поново је стекла статус иконе мале, размажене оазе са млађом клијентелом и страним посетиоцима, али је затворена првог марта 2013. као једна од последњих преосталих „правих београдских кафана”.
„Трандафиловић” је основан 1929. године, а срушен је 1961. године када су власти планирале да посеку стари платан у дворишту ресторана. После јавних протеста, укључујући песника Либера Марконија који је физички спречио раднике да посеку дрво, власти су одустале. Нова зграда на истој локацији завршена је 1967. године и кафана је поново усељена. У 21. веку затворена је и претворена у радњу кућне хемије. Платан је опстао и испод њега је отворен бистро „Трандафиловић”. На месту где се налазила кафана „Кикевац” изграђен је савремени Чубура парк. Како је био централно место окупљања досељеника из Црне Траве, најпознатијих неимара у Србији, у парку је 2019. године подигнут споменик посвећен безименом „црнотравском градитељу”.
За разлику од очуване Скадарлије, боемизам на Чубури је до 2020-их потпуно угашен. Кафане су се затварале једна по једна и нестајао је „дух Чубуре”. Једна од последњих кафана, „Колубара”, преуређена је у кладионицу, док је чувена „Чубурска липа” срушена почетком 2018. године. Име је добио по стаблу липе, засађеној 1924. године, донетој из Липичке бање. Дрво је такође посечено. „Соколац”, на углу улица Максима Горког и Сазонове улице, затворен је 2017. године.

### Друге кафане
Друга позната места, ван Скадарлије, укључују:
- „?”; отворена 1823. године, најстарија још увек у функцији кафана у Београду, са готово истим јеловником као и пре 200 година.[140][141] После спора са Српском православном црквом, која се успротивила намери власника да је назове „Код саборне цркве”, власник је изнад улаза сликао упитник док не смисли нови назив, а име је остало.[142] Овде је 1834. године постављен први билијар у Београду.[143][141]
- „Блед”; у целини архитектонског амбијента раног 20. века код ботаничке баште Јевремовац. Био је један од најпознатијих рибљих ресторана, затворен је 2008. и поново отворен 2018.[141][144]
- „Голф”; саграђена на врху Кошутњака око 1930. године по пројекту Драгише Брашована као рустична грађевина са подрумом, приземљем и поткровљем. Главна фасада окренута према врту је направљена од 5 лучних, застакљених отвора. Средња служи као врата између зимског салона и летње баште. Главни улаз је са стране зграде. Име је добио по голф теренима изграђеним 1936. године, на иницијативу регента, кнеза Павла од Југославије. Било је укупно 9 голф терена, које су страни амбасадори сматрали „међу најлепшим у Европи”. Зграда је обновљена 1946. године. Првобитно је коришћен као објекат за одмор и опоравак деце. Да би се спречила ликвидација, преузела га је Угоститељска комора која га је 1955. адаптирала у објекат за обуку за Мастер (из 1960. године угоститељску) школу. Касније је припојен са неколико просторија и великом салом која се наставља на терасу. Ђаци су 1975. године премештени из интерната на Зеленом венцу у ресторан, али је школа 1978. године потпуно исељена из ресторана, који је наставио да ради као самостални угоститељски објекат.[142]

- Хотел Москва", изграђен 1908. године. Ресторан хотела постао је „срце друштвеног живота града”, где су „формиране или срушене три-четири српске владе”. Ресторан је био познат по салонском оркестру, тангу и напуљској музици.[145]
- „Каленић” је отворен 1938. године у истоименом насељу. Био је власништво Адолфа Сабоа који је страдао у холокаусту и ресторан је национализован. У мају 2018. власништво је пренето на Јеврејску општину у Београду, јер Сабо није имао живота Као једна од познатих београдских кафана и „симбол Врачара”, јеврејска заједница је одлучила да је настави у функцији.[146][147] Познат је по традиционалним куваним јелима.[148]
- „Клуб књижевника”, Француска 7, основан је 1946. године.[149] Налази се у простору и рестораном управља Удружење књижевника Србије. Веома је цењен међу интелектуалном елитом. Посетили су га бројни реномирани писци, као што су Лоренс Дарел, Симон де Бовоар, Жан-Пол Сартр и други.[145]
- „Коларац”; основан 1857. године на углу Поенкареове (данас Македонске) улице и Позоришног трга (данас Трга Републике). Био је елитна кафана, у којој су се одржавали најзначајнији и највећи балови у Београду. Међу клијентима су били војни официри, високи високи функционери, политичари, уметници и чланови разних друштава. У истој згради од 1861. до 1878. године налазио се аустријски, а касније аустроугарски конзулат. 1896. године отворена је прва српска међуградска телефонска линија од „Коларца” до града. Ниша, зграда је касније срушена, а кафана измештена у Кнез Михаилову улицу.[145]
- „Липов лад”; отворен 1928. године, постао је модеран крајем 1950-их као место сусрета уметника, глумаца, песника и локалних боема, а касније је постао популарно породично место. али су сачуване липе које су дале име кафани која је дала име целом насељу и једној од месних заједница општине Звездара (подопштинске административне јединице).[150]
- „Мадера”; у Булевару Краља Александра 43, окружена је Ташмајданским парком. Саграђена је 1937. године, на месту некадашње кафане „Смедерево”. Име је добила по томе што је један од гостију донео висококвалитетно вино Мадере.[151] Постао је један од најугледнијих локала, познат по својој боемској клијентели спортиста, новинара и глумаца, званих Мадераши (Аца Обрадовић, Предраг Милојевић, Љуба Тадић, Мирослав Радојчић, Ден Тана, Миљан Миљанић, Славољуб Ђукић, Драгослав Шекуларац). Овај објекат је темељно реновиран 2003. године.[152]
- „Морнар”; Једна од најпознатијих „новинарских” кафана. Први локал са електронском касом у Београду (80-их година).[148] Први пут се помиње 1918. године, на другој локацији, у улици Старине Новака, испод Ташмајданског парка. 1951. године преселио се на садашњу локацију, на углу Дечанске и Македонске улице.[153] У јуну 2023. године добија башту, коју је имао и две деценије раније. Уз промене ентеријера и јеловника у поново отвореном „Грмечу” и „Шуматовцу”, остаје „једина права кафана у центру Београда”. Упркос имену, није рибљи ресторан.[154]
- „Орашац”; у Булевару Краља Александра, код Вуковог споменика. Основан крајем 19. века. Упркос успонима и падовима, веома је цењен међу београдским боемима, а неки хроничари сугеришу да заслужује да буде проглашен спомеником културе. као „најбољи роштиљ под сунцем”. Планови града 2001. укључивали су рушење објекта, али је преживео. 2021. планови су поново оживљени.[155][156]
- „Полет”; рибљи ресторан, који се налази на Цветном Тргу, познатом је по прженим гирицама. Основан је 1952. године, затворен 2014. године, а поново отворен 2017. године.[148][157] Претходило му је истоимено место које је отворено после Првог светског рата, а саграђено је на месту војне трпезарије срушене после Мајског преврата 1903. године.[158]
- „Последња Шанса”; смештена у Ташмајданском парку, прва права кафана у Београду која је званично отворена 24/7.[159] Отворена је 1950-их као „Кафе Ташмајдан”, преименована је 1960-их. Била је позната по тучама и инцидентима скоро сваке ноћи.[160]
- „Пролеће”; налази се на Топличином венцу, преко пута Парка Војводе Вука (познатог и као Парк Пролеће, по локалу), отворен је педесетих година 20. века, на месту претходника из 1920-их.[148] Међу професорима и студентима Београдског универзитета посебно је било популаран локал.[145]
- „Руски цар”; у централној Кнез Михаиловој улици, отворен 1890. године, одмах је постао стециште градске елите и угледних гостију из иностранства. На високом цењењу као место где „људи долазе да се виде”, добио је име по убијеног руског цара Александра II. Садашња зграда, данас споменик културе, завршена је 1926. године. За време међуратног периода било је састајалиште племића и интелектуалне елите. Комунистичке власти после Другог светског рата конфисковале су зграду и национализовали је 1960. Те године у згради је отворен први београдски „експрес ресторан”, самопослужни бифе ресторан са куваним јелима. Име је промењено у „Загреб”, срушен је првобитни луксузни ентеријер, а скупи прибор за јело је замењен пластичним тањирима. Деведесетих година 20. века објекат је обновљен и преименован у првобитни назив. После неколико деценија правних проблема, коришћења ресторана за прање новца и промене имена у „Вапиано”,[161][162] поново је отворен под старим именом у децембру 2019. године.[163][164]
- „Српска кафана”; налази се у близини Атељеа 212, у Светогорској улици број 25. Отворио ју је трговац Лука Ђурић 1923. године, дао је у закуп 1924. године када је добила име „Код Ере”. Након што се Атеље 212 овде преселио 1964. године, постао је посебно место за своје глумце и друге позоришне људе. Национализована после Другог светског рата, враћена је потомцима Ђурића у реституцији. Затворена ради реновирања 2017. године, а поново отворена 201. године када су новинари рекли да „Светогорска поново дише”.[165]
- „Стара Херцеговина”; „гастрономска мека” у Старом граду, радила је под називом „Скопље” до 1991. године.[148]
- „Сунце”; отворено 1966. године поред зграде Дома омладине Београда. Постао је један од најексклузивнијих ресторана у граду, место окупљања београдске елите. Временом је стекао репутацију „места адвоката”.[148]
- „Шаран”; основан 1896. године у Земуну. Првобитно је био место окупљања локалних рибара и скелеџија. Данас једно од „првих Земунских удружења”.[148]
- „Ушће”; подигнуто 1960. године, ушло је у српске уџбенике архитектуре као први јавни објекат савремене архитектуре у Београду. Због свог положаја у близини обале и ушћа Саве у Дунав, са погледом на Калемегдан, Саборну цркву, и старог дела Београда преко Саве, ресторан је био заступљен у бројним филмовима, спотовима и ТВ преносима, а све до 1990-их био је један од најугледнијих ресторана у граду. Ресторан је реновиран и свечано поново отворен 1. јуна 2017. године под називом „Национална класа”.[166][167]
- „Венеција”; на обали Дунава у Земуну, у Земунском кеју. Отворен 1913. године док је Земун био у саставу Аустроугарске, са терасом на штулама изнад реке, испрва је био рибљи ресторан, али је убрзо постао познат по својој рибља чорба и добар амбијент, популаран међу београдском елитом која је посећивала возом или бродом. После Другог светског рата Венеција је дуго била најпопуларнији ресторан у Земуну. Била је позната по панорамском положају изнад реке и постала је синоним за добру услугу и квалитетну храну. Означен као симбол Старог Земуна и Старог Београда, ресторан Венеција је заслужан за симболично повезивање два града и пре званичног спајања Београда и Земуна. Услед сталних поплава постепено се градио насип, тако да је ресторан сада око 20 метара даљен од реке. Од априла 2019. до 2020. претворен је у кинески ресторан „Лотус”.[168][169][170][171][172]
- „Златно буренце”; отворен 1866. године у Призренској улици. Постао је стециште комита, чланова Српске четничке организације и регрутни центар за добровољце у Српско-турском и Балканским ратовима. Првобитна зграда срушена је почетком 1930-их. када је на том месту изграђена модерни небодер. Кафана се данас налази у непосредној близини првобитне локације на углу где је постављено камено буре као симбол локала.[173] Популарна, али вероватно лажна анегдота наводи да је Винстон Черчил, док је радио као новинар и писао лоше извештаје о Србима, био претучен у овој кафани.[148]

Бермудски троугао је колоквијални назив за три ривалске кафане у Македонској улици („Кафанска федерација”). У различитим временима, сва три су затворена, али су две касније поново отворене: Боемска клијентела укључивала је најпознатије градске уметнике, писце, глумце, новинаре, музичаре и градска светила, попут Моме Капора, Павла Вуисића, Мика Антић, Раша Попов, Минимакс, Бата Живојиновић, Иво Андрић, Зоран Радмиловић, Оливера Марковић, Милоје Орловић, Борислав Михајловић Михиз, Ђоко Вјештица, Зуко Џумхур, Богдан Тирнанић. Назив се појавио шездесетих година 20. века, јер би многи писци и новинари „нестајали” између три кафане, понекад и на неколико дана. Назив је популаризовала почетком осамдесетих година новинарка Радмила Јововић. Новинари оближње Политике окупљали су се у „Грмечу”, Радио Београда у „Под Липом”, док је „Шуматовац” био неутрална, заједничка територија. Локације су биле познате и по једном од симбола старих српских кафана: црвено-белим карираним столњацима. Када је Кнез Михаилова улица 1987. године претворена у пешачку зону, новинари су тражили исто и за Македонску улицу (где је пет додатних кафана формирало „Октагон” са Бермудским троуглом), али предлог није усвојен.
- „Грмеч”; првобитно место, пивница „Код Мусе”, отворила је породица Лазић средином тридесетих година 20. века, као 25. кафану у улици. Приликом радова у дворишту, у циљу уређења кафанске баште, откривен је римски саркофаг са телом центуриона, као и комади сакралног накита. Сви су били изложени у простору. Пошто су немачке окупационе снаге заузеле зграду Прве београдске гимназије, ученици су овде похађали наставу. После рата је преименована по планини Грмеч.[179] Затворена је након пожара у јуну 2011. али је поново отворена у јуну 2018.[180][181]
- „Под липом”; на углу са Кондиним улицама. Основан је у периоду између два светска рата као ресторан-куглана и место окупљања Словенаца у Београду. Куглана је касније затворена, а ресторан је срушен касних 1960-их. Нова зграда је изграђена 1971. године и отворен је нови ресторан. Затворен је 2003. године, а касније претворен у ресторан Pizza Hut, који је такође затворен. Након што је постала продавница, 2019. године најављено је да ће се уместо ње градити нова, пословна зграда.[182][183]
- „Шуматовац”; на броју 33: место окупљања новинара, писаца, оперских певача, глумаца, спортиста и професионалних коцкара.[184] Затворена је од 2013. до децембра 2015. године, иако се након поновног отварања сматрала више рестораном него правом кафаном што је некада била.[180]

Позната места затворена од економског колапса касних 1980-их, укључују:
- „Атина”; која се налази на Теразијама, на локацији некадашње кафане „Два тигра” која је на лошем гласу описивана као ћумез.[185] Популарност кафане посебно је порасла 1970-их и 1980-их, када је адаптирана у „експрес ресторан” и постала прва пицерија у Београду.[186]
- „Шведски сто хотела Бристол”; хотел је изграђен 1912. У близини и Главне железничке станице и Београдске аутобуске станице, увек је била испуњена „занимљивим лицима”. Када је Савамала 2010-их постала хипстер центар, клијентела бифеа представљала је мешавину „културног и некултурног” што је донело „експлозију шарма”. Унутрашњост је остала непромењена од 1960-их и 1970-их, све док хотел није затворен 2018.[187]
- „Гргеч”; у Булевару Краља Александра 62. Првобитна кафана датира из 19. века и налазила се на левој страни улице. Зграда је срушена током бомбардовања у Другом светском рату. Крајем 1950-их, нови ресторан је отворен преко пута старе локације и добио је оригинално име, јер је требало да буде рибљи ресторан. Није, али име је опстало и убрзо постало омиљено место новинара и репортера. Затворен је 2007. и замењен је рестораном McDonald's.[188][189]
- „Касина”; основан 1858. године у кући на Теразијама, касније дограђеној у хотел. Како је у њему било организовано неко коцкање, име је добио по италијанској речи казино . Био је то „штаб” одборника напредњака. 1918. године привремено је био домаћин Народне скупштине, а 1920—1921 Народног позоришта. Садашња зграда је завршена 1922. Хотел је преживео до данас, али не и он ресторан, познат по својим бечким шницлама које су продаване као брза храна.[186][190]
- „Лион”; на углу Булевара Краља Александра и Милоша Зечевића. Дала је име целом насељу.[191] Отворен је током међуратног периода и добио је име по француском граду Лиону.[192] Међу клијентима су били државни чиновници, војни официри, учитељи и писци.[193] После Другог светског рата постала је „типична социјалистичка кафана”, популарна међу породицама за недељни ручак, али је посећују и општински чиновници.[194] Деведесетих година претворен у ресторан, а затим и пивару, да би крајем деценије био затворен. Место је касније претворено у продавницу.[195]
- „Михајловац”; најпознатија кафана на Бановом Брду. Срушена је 2017. године да би се направило место за масивну, нову зграду.[196]
- „Промаја”; у Савамали, преко пута Карађорђеве улице, на лучком шеталишту. Први пут поменуту 1906. године, Бранислав Нушић је навео у својој књизи „Београдске кафане” и описао је као „симбол духа града, утканог у његово име” (промаја, струјање ваздуха). Од 1968. године налази се у привременом објекту на шеталишту. Планиран за рушење од 2016. године, 25. октобра 2019. је насилно срушен, уз помоћ полиције.[197][198]
- „Три листа дувана”; описивана је као „једна од најпознатијих београдских кафана икада” основана је 1882. године на углу Булевара Краља Александра и Улице Кнеза Милоша. Прва телефонска линија у Србији, 300 метара дугачка, спроведено је овде 1883. године. Зграда је срушена 1989. године да би се направио простор за хотел Хилтон који никада није изграђен.[186]
- „Видин капија”; отворена 1861. године на углу савремених Палмотићеве, Хиландарске и Џорџа Вашингтона. Оригинални назив је непознат, али након што су немачки извођачи добили посао изградње суседне Прве градске болнице, она је 1864. године добила назив „Код седам храбрих Шваба”, а изнад врата је био цртеж седам пијаних Немаца који јуре зеца. То је био разлог зашто је затворен за време немачке окупације у Другом светском рату. Редовни посетиоци били су нека од највећих имена културе и науке, попут Ђуре Јакшића, Бранислава Петронијевића и Војислава Илића. После рата поново је отворена крајем 1950-их као „Видин капија”. Затворен је средином 2000-их, а поново отворен као ултрамодерни клуб „Меџик”, који је дизајнирао Карим Рашид . Клуб је затворен неколико година касније, након чега је уследило још неколико краткотрајних, неуспешних места од тада.[199]
- „Зора”; смештена у згради биоскопа Балкан, на страни Македонске улице, наследила је предратну кафану „Руска лира”.[200] Пилоти 6. ловачког ваздухопловног пука, који је бранио престоницу Београд, чекали су овде наређења после Априлског рата. Нешто после поноћи 6. априла 1941. позвани су и таксијима који су такође цео дан чекали испред зграде превезени на аеродром у Тошин Бунар.[201] Године 2002. затворен је и уместо кафане је отворен казино. Године 2012. отворена је још једна кафана на истој локацији, али је пријављена као „преуређена за нове муштерије” и као таква „промењена до непрепознатљивости и због тога је постала одбојна за многе”.[202]
- „Жагубица”; не много истакнута, али веома популарна кафана старог стила. Због своје локације, на прометном углу Рузвелтове и 27. Марте (данас Краљице Марије), постала је популарно састајалиште („хајде да се нађемо у Жагубици”) и по њој је названа околна махала. Иако је касније претворена у модерну кафану и преименована у „Трамвај”, грађани су и даље зграду и њену локацију називали Жагубица.[203]

Друге: „Марш на Дрину” (Дорћол, познат по тајновитим прославама српске Нове године у време комунизма), „Бели град” (Зелени венац), „Морава”, „Плитвице” (Шумице), „Сложна браћа” (срушена да би пут за Хотел Парк), „Вардар” (Цветни трг), „Табор” (Врачар), „Мала астрономија”, „Велика астрономија” (обе у Савинцу), „Ариље”, „Зона Замфирова” (Цветни трг, отворен 1937, срушен 2011), „Прешернова клет” (Дечанска улица, од 1952, прво слот клуб, затим Black Turtle pubе), „Душанов град” (Теразије), „Крагујевац”, „Босна”, „Рад”, „Старац Вујадин”, „Стара варош” (Зелени венац).

### Културно-историјски значај
Историчарка Дубравка Стојановић издваја кафане из осталих институција цивилног друштва (салони, клубови, удружења), као први институт новог друштва, како хронолошки, тако и по значају. Она је описала кафану као први демократски простор за који није био потребан „позив” (писменост, чланска карта, партијска дисциплина). Због нестабилне историје на Балкану, разне кафане су служиле као окупљалишта и регрутни центри за бројне ратове и побуне: „Црни Коњ” (тадашња Задарска улица; за појединачне борце у српско-османским ратовима), „Крагујевац” (Карађорђева улица) ; Гарибалидијанци, италијански добровољци у српско-турским ратовима 1876—1878, „Златни крст” (српски добровољци за исти сукоб) и други.
Кафане су биле важне и за привреду. Прва јавна места за састављање уговора и трговачких уговора биле су кафане. Због тога су се првобитно развили око главних трговачких подручја и старих ханова. Они су били друштвено важни јер су омогућавали и сиромашним класама да учествују у привредним активностима. Најзначајније у том смислу биле су „Жисина кафана” (отворена пре 1826. године у Савамали), „Код Паје кантарџије” и оближња „?”. У кафанама су отворени и покренути многи пионирски подухвати у Београду: банке (Прва српска банка, у „Старом здању”, банкротирала 1875), мењачница, пијаца рада, берза (у „Босни”, угао Карађорђеве и Травничке, 1895), фирма за осигурање, приватна медицинска ординација, фотографски студио. Сваки еснаф је имао „своју” кафану.
Значај Кафане у историји Београда је толики да су се у њима дешавали бројни историјски или анегдотски догађаји:
- 1834. — одржана прва партија билијара у Београду у „?”.[211]
- 1859. — У „Великој Пивници” одржана прва скупштина по повратку кнеза Милоша Обреновића на престо, па тако и наредних скупштинских заседања.
- 1867. — У „Код Рајића јунака српског” одржана званична прослава потпуног предавања града Османлијама Србима.
- 1876. — руски пуковник Николај Николајевич Рајевски Млађи потписао је пријаву као добровољац у српској војсци против Турака у „Црном Коњу”. Рајевски је био Толстојева инспирација за грофа Алексеја Вронског у Ани Карењиној.
- 1876. — У „Грађанској касини” основан Црвени крст Србије.[212]
- 1881. — прва телефонска линија постављена у „Три листу дувана”.[213]
- 1881. — У „Грађанској касини” основано Српско новинарско друштво.[212]
- 1882. — упаљена прва сијалица у „Хамбургу”.[214]
- 1894. — Отворена Београдска берза у „Касини” (касније пресељеној у „Босну”), на којој су због нерепрезентативне зграде Скупштине Србије била и скупштинска заседања. То се наставило и након стварања Краљевине СХС 1918. године, све док нова зграда скупштине није завршена 1936. године. Такође је био домаћин представа Народног позоришта у Београду до 1920.[215][216]
- 1896. — прва јавна филмска емисија у Србији одржана у „Златном крсту”, на Теразијама, 6. јуна 1896. године, са лично приказивањем браће Лимијер.[217] У публици је био краљ Александар Обреновић . Улазнице су биле скупе, а филмови су приказивани наредних шест месеци. Камера браће Лимијер остала је у Београду и чува се у Југословенској кинотеци.[218]
- 1896 — успостављена прва међуградска телефонска линија од „Коларца” до града Ниша . На београдској страни је био концерт вокалног ансамбла „Станковић”, док је на нишкој страни било певачко друштво „Бранко”.[212]
- 1900-те — путујући биоскопи су почели да приказују филмове у „Касини”, где је 1910. године отворен први стални биоскоп.[219]
- 1900-те — „Коларац” је био редовно састајалиште младих официра на челу са Драгутином Димитријевићем Аписом, који је овде планирао Мајски преврат 1903. године, који се завршио смрћу краља Александра и краљице Драге, и укидањем династије Обреновића 1903. године. Такође, овде је одржан и први сајам књига у граду.[220][214]
- 1900-те — први појединачни јавни сат у Београду постављен испред „Код Албаније”.[214]
- 1905. — У „Гавриловићу” основана основна школа „Карађорђе”, која је радила као школа дању и као кафана поподне и увече. Иста ствар се десила неколико година касније са ОШ „Јован Цвијић” и кафаном „Лавадиновић”.[221]
- 1910-их — чланови револуционарног покрета Млада Босна, међу којима и Гаврило Принцип, окупили су се у „Златној моруни” и планирали своје акције, укључујући и атентат на аустријског надвојводу Франца Фердинанда 1914. године, који је Аустро-Угарска користила као повод за Први светски рат.[222][223]
- по кафанама су временом добијали називе разних насеља Београда или важнијих објеката: Зелени Венац, Лондон, Липов Лад, Мостар, Лав, Чукарица, Цветко, Голф, Господарска Механа, Два Бела Голуба, Палата Албанија, Руски Цар, Михајловац, Жагубица, Парк „Три кључа” итд.

Од 2023. године на административној територији Београда постојало је 18 бивших или још увек у функцији угоститељско-туристичких објеката који су проглашени за споменике културе:
| Објекат                                    | Локација                                | Изграђен      | Заштићено | Напомене                    |
| ------------------------------------------ | --------------------------------------- | ------------- | --------- | --------------------------- |
| Механа Узун Мирка Апостоловића у Мислођину | Мислођин, Обреновац                     | <1806         | 1969/     | ван ужег центра града       |
| Јанићева кафана у Остружници               | Карађорђева 19, Остружница              | раних 1800-их | 1972.     | ван ужег центра града       |
| Јанићеви дућани у Остружници               | Трг Карађорђевих устаника 4, Остружница | раних 1800-их | 1971.     | ван ужег центра града       |
| Кафана ?                                   | Краља Петра 6, Косанчићев венац         | 1823. године  | 1981.     | још увек ради               |
| Хамам кнеза Милоша                         | Адмирала Гепрата 14, Савамала           | 1837. године  | 1948.     | није оперативан             |
| Манакова кућа                              | Улица Гаврила Принципа 7, Савамала      | <1840         | 1963.     | део Етнопрахијског музеја   |
| Стара механа у Великом Селу                | Улица Маршала Тита, Велико Село         | <1850         | 1981.     | ван ужег центра града       |
| Стара механа у Барајеву                    | Багрдан, Барајево                       | <1850         | 2001.     | ван ужег центра града       |
| Стара механа у Ушћу                        | Ушће, Обреновац                         | oko 1850/     | 1968.     | ван ужег центра града       |
| Хотел Српска Круна                         | Кнез Михаилова 56, Калемегдан           | 1869. године  | 1981.     | градска библиотека          |
| Хотел Национал                             | Париска 9, Косанчићев венац             | 1869. године  | 1984.     | управна зграда              |
| Steam Mill                                 | Војводе Мишића 15, Савамала             | 1902. године  | 1987.     | Radisson Blu Old Mill hotel |
| Хотел Бристол                              | Карађорђева 50, Савамала                | 1912. године  | 1987.     | затворен 2018               |
| Кафана Руски цар                           | Кнез Михаилова 7, Трг Републике         | 1926. године  | 1987.     | још увек ради               |
| Хотел Праг                                 | Краљице Наталије 27, Савамала           | 1929. године  | 2013.     | још увек ради               |
| Хотел Авала                                | Авала, Бели Поток                       | 1931. године  | 2007.     | још увек ради               |
| Хотел Мажестик                             | Обилићев венац 28, Обилићев венац       | 1937. године  | 1997.     | још увек ради               |
| Хотел Метропол                             | Булевар краља Александра 69, Ташмајдан  | 1957. године  | 2001.     | још увек ради               |

## Модерни ноћни живот
Продужене плесне вечери „до зоре” (игранке) биле су претече модерног ноћног живота после Другог светског рата. У новом, комунистичком режиму, нове врсте музике постале су готово обавезне, попут козарачког кола, али је у периоду непосредно након савезничке победе ова музика била помешана са руским романсама, џезом, свингом и буги-вугијем . Западна музика је посебно постала популарна након што је у југословенске биоскопе стигао филм Sun Valley Serenade са музиком Глена Милера. Плесови који су се играли су укључивали танго, валцер, фокстрот, словфок те посебно популарни трескавац. Међутим, са политичким променама, став режима се убрзо променио. Крајем 1945. америчка музика је означена као „капиталистичка забава која квари нашу младост и води у сексуалне и друге патологије”. Оптужен за подривање дисциплине и јавног морала, трескавац је званично забрањен почетком 1946. године. До 1951. државна пропаганда је напала буги-вуги („ексцентричан, вулгаран и декадентан”), док је читава јавна кампања из 1952. оркестрирана против џеза, који је „пробуђивао животињске сензације”. Овај први послератни период плесних ноћи трајао је од 1945. до 1963. г.
Први ноћни клубови, који се на српском називају диско[тека], отворени су у другој половини 1960-их као резултат популарности рокенрола. Прве рокенрол вести могу се наћи у штампи већ 1956. године. Реакција јавности је недостајала оспоравања и беса претходних врста музике, попут џеза или савременог плеса касних 1940-их и раних 1950-их. Чинило се да старије генерације рокенрол, као ни пратећи начин плесања или облачења не доживљавају као проблем, па је реакција била хладна и равнодушна. Југославија је у то време била отворенија за стране утицаје у односу на друге комунистичке државе, грађани су слободно путовали у иностранство, а нико није заустављао стварање бројних рок бендова, под називом вокално-инструментални састави или ВИС („вокално-инструментални бенд”).
У почетку је продор рокенрола био спорији, али је временом добио замах, тако да медији тај тренд нису могли да игноришу. Један од пионира промотера рокенрола био је Никола Караклајић, шаховски мајстор и уредник Радио Београда. Његова ТВ емисија Концерт за луде младе је била најпопуларнија. Премијерно је приказан у јануару 1967. и емитован једном месечно до 1969. године. Још једна популарна ТВ емисија била је Максиметар (1970—1972). Међу штампаним медијима најутицајнији је био Џубокс, који је дебитовао 3. маја 1966.

### Стидљиве 1960-е
Улаз у клубове је био бесплатан или су накнаде биле симболичне. Појединци су имали пропуснице, али су се лако добијале. Ипак, обезбеђење је имало велику слободу да некога (не) пусте унутра. Људи су претресани и проверавани да ли су малолетни или алкохолисани. Први клубови су били мали и смештени су у приватним кућама и становима, а градске власти су биле спремне да их затворе.

### Еуридика
Претходница будућих диско клубова, Еуридика, отворена је на Врачару, у приватној кући у Молеровој 33, 1961. године. Постала једно од најзначајнијих културних жаришта крајем шездесетих година 20. века. Клуб је био изданак Омладинског позоришта ДАДОВ, основаног 1958. године. Идеја је била да се пићем и плесним вечерима прикупи новац за позориште. Једном недељно овде се окупљао Клуб љубитеља популарне музике. Сама зграда је изграђена 1921. године и била је предратна кућа породице Томић. Извођачи, од којих су неки започели своју каријеру овде, су Елипсе, Сафири, Златни дечаци, Добри другови, Црни бисери, Црни пантери (који су основали студенти из ДР Конга), Боба Стефановић и други. Када су Црни пантери извели Shake Your Hips, екстатична публика је оштетила и разбила намештај у кући. Публика је углавном била подељена у две групе: љубитеље Битлса и Ролингстонса. Затворен је крајем 1970-их.

### Дом омладине — 202
Дом омладине Београда, у Македонској 22, отворен је 1964. године, док је Сала за игру уведена 16. октобра 1966. године. Наступи уживо укључивали су најпопуларније рок бендове тог дана као што су Силуете, Црни Бисери, Џентлмени, Златни Дечаци. Клуб је имао матине (15:00-19:00) и ноћни програм (19:30-21:00). Преуређен је у дискотеку „202” 1969. године у сарадњи са станицом Радио Београда 202 која је директно емитовала програм из клуба. Дискотека је била позната по одсуству проблема и инцидената и као стециште деце из имућних породица („радничка омладина се у њој готово и није видела”). Крајем 1970-их постао је место окупљања панк ентузијаста.

### Код Лазе Шећера
Прва права дискотека у Београду „Код Лазе Шећера” отворена је 24. априла 1967. године. Локација се налазила у улици Иве Лоле Рибара 17 (данас Светогорска), у кући Јеврема Грујића, у Старом Граду. Био је у близини позоришта Атеље 212, тако да је на отварању била скоро цела глумачка дружина, па тако и драматурзи, писци, сликари и др., међу којима и Мира Траиловић, Јован Ћирилов, Иван Табаковић, Душан Матић. Оснивач дискотеке био је Лазар Шећеровић, преводилац, бонвиван и директни потомак Јеврема Грујића. У време отварања друге дискотеке постојале су само у Паризу, Лондону и Милану, док је до отварања чувеног Студио 54 у Њујорку прошло 10 година. Радно време је било од 18:30 до 1:00. Музика је углавном била сол: Арета Френклин, Отис Рединг, The Temptations, Дасти Спрингфилд. Просторија је била мала, смештена у сутерену, али је ипак представљала велики напредак у понуди ноћног живота у граду, заслужна за „демократизацију забаве”.
Клуб је увео још неколико пионирских промена, попут уласка девојака без мушких пратилаца, људе који плешу сами или то да се након журке одабране групе преселе на горњи спрат ради мирније забаве. Клуб се звао и „Лола”, по улици, и био је слављен као „једина дискотека између Трста и Владивостока”. Гости су били чланови међународног џет-сета који су посетили Београд: Пјер Карден, Пако Рабан, Катарин Денев, Џуди Денч, Нина Ричи, Омар Шариф, Мариса Беренсон, Ален Делон, Клаудија Кардинале. Током дана у клубу су вежбали рок бендови. На том месту одржана је и прва изложба поп уметности у Југославији, која је укључивала графике Роја Ликтенстајна и литографије Ендија Ворхола.
Отварање је подржао Кошаркашки клуб Црвена звезда. Иако су добијене све потребне дозволе, није све ишло глатко. Општинске власти су о томе расправљале, а неки су га описали као „брлог за младе алкохоличаре, наркомане, развратнике и богату децу”. Власници су тврдили да је објекат чиста и пристојна локација, прилагођена са укусом који укључује зелене италијанске тапете и црни подни линолеум. Одбранили су и клупско именовање познатих личности које су редовно гостовале: Милена Дравић, Вера Чукић, Арсен Дедић, Бранко Плеша, Биљана Невајда. Против клуба су били и суседо. Покушали су административним путем да спрече отварање, али када им то није успело, саботирали су простор колико су год могли, на пример бацањем смећа на госте који су улазили у кућу. Забринутост се у почетку показала оправданом, јер су гости правили буку на улазу, а необуздани младићи, углавном имућних родитеља, правили превелику гужву својим аутомобилима, веспама и моторима. Власници су касније поставили два чувара напољу који су имали посебну обавезу да смање буку.
Клуб је био на удару бројних забрана и прописа, укључујући и ону која је дозвољавала плес, али је забрањивала музику. Власти су такође оптужиле клуб да пушта „непријатељску музику”, да уништава морал социјалистичке омладине и прогласиле га седиштем ЦИА у Југославији. Војни генерали у државном Врховном савету одбране закључили су да се клуб мора затворити. Борба и са властима и са комшијама показала се превеликом за власнике, па су клуб затворили 1968. године. Ипак, остаје као прво такво место у целој Југославији и ширем региону комунистичких држава. Неко време наставиле су да се организују тајне забаве.

### КСТ
КСТ, скраћено од „Клуб студената технике”, незванично је основан 1952. године за студенте три техничка факултета (архитектонски, електротехнички и грађевински). Налазила се у једној од лабораторија, скоро у сутерену, на адреси Булевара револуције 73, данас Булевару краља Александра. Висока техничка школа, којој су тада били подређени факултети, озваничила је клуб у марту 1954. године који је служио и за учење и за плес.
Дискотека је отворена 29. фебруара 1968. године. Првобитно је располагала само једним магнетофоном. Музика је била разноврсна: фанк, сол, диско, рокенрол, твист, валцер. Клуб је био познат по промовисању младих музичара и неких од најзначајнијих југословенских рок група које су наступале у својим раним данима, као што су Рибља Чорба, Последња игра Лептира, Хаустор или Партибрејкерс. Први „unplugged” концерт на Балкану овде је извело Бијело дугме. Многе групе су овде снимале албуме. Временом је постао „друга кућа” за музичаре, и клуб који „прави ди-џејеве”. Клуб је организовао и позоришне и поетске вечери, дочек бруцоша, модне ревије и чувене предновогодишње маскенбале. Наступиле су највеће звезде српског глумишта, попут Љубе Тадића, Оливере Марковић, Снежана Савић, Тања Бошковић, Петар Краљ и Љуба Мољац. КСТ је такође постао важно место за јавне дебате и дискусије.
Клуб је одувек био познат по опуштеном кућном облачењу (џемпери, дуксеви, кариране кошуље, без јаке шминке, високе потпетице, уске јакне и тако даље). Као један од првих студентских и ноћних клубова у граду, и једини из овог периода који још увек ради, КСТ је стекао култни статус међу градском омладином. Документарни филм о КСТ-у из 2019. године снимио је Зоран Буловић, поводом 65. годишњице места одржавања.

### СКЦ
„Студентски културни центар”, скраћено СКЦ, отворен је 1968. године у улици Краља Милана 48. Касније се сматрало да је то био начин да југословенски председник Јосип Броз Тито смири немире који су избили кроз студентске демонстрације 1968. године. Након што је панк музика стигла у Београд, посетиоци су углавном припадали панк субкултуре. Временом је постао „сигурно уточиште” за авангардне уметнике и алтернативну рок музику 1970-их, и новоталасну музику у настајању од касних 1970-их, укључујући редовне наступе ВИС Идола, Електричног оргазама и Шарла Акробате.
СКЦ је постао је централна позорница алтернативног културног живота у Београду и бројни бендови су започели каријеру или наступали у подрумима, импровизованим студијима и радионицама, поред најпопуларнијих бендова тог времена. СКЦ има два главна простора унутра: мали клуб у приземљу и већу салу на првом спрату. Делови зграде служе као кафић и књижара, а у простору се одржавају и уметничке изложбе. Од 2023. СКЦ је и даље у функцији.

### Веселе 1970-е
Почетком деценије ноћни живот за младе био је још неразвијен. Извештаји се жале да су, „нажалост”, кафане и даље преовлађујуће. Малолетницима је слободно служен алкохол, док је у неким локалима вечера била обавезна. Модерне кафане, прилагођене омладини, нису постојале. Било је само неколико плесних сала у којима су наступали „бољи бендови”, остали су организовали „типично дилетантске и неодговорне” игранке. Само је неколицина имала џубоксе или друге „аутоматизоване музичке машине”. Најпопуларнији диско клубови били су „Омладински центар”, „Го-Го Денсинг” на Ташмајдану и „Диско клуб 202” у старој синагоги у Земуну. Сва омладинска места наплаћивала су скупе улазнице.
Међутим, касније, седамдесетих година, Београд је почео да личи на друге светске метрополе. Развијају се бројни међународно значајни догађаји: позоришни фестивал БИТЕФ, филмски фестивал ФЕСТ (1970), музички фестивал БЕМУС, Београдски џез фестивал (1973), Београдска смотра југословенског филма (1973) итд. Што се тиче ноћног живота, моде или музике, све је генерално било блаже у односу на побуњеничке и развратне 1960-е. Највећи утицај долазио је из западне Европе, углавном преко Италије. Рокенрол је био посебно популаран.
До средине 1970-их диско клубови су се претворили у ексклузивна места и цене улазница су постале превисоке, иако су неки укључивали пиће. И пиће је, генерално, поскупело јер су разне инспекције ретко посећивале локале, па су посетиоци шверцовали алкохол у клубове. Иако су највеће гужве биле током викенда, клубови су били отворени током целе недеље, са обично само једним нерадним даном,, што се разликовало од клуба до клуба. Радно време се углавном није продужавало после 2 сата ујутру, како би се избегле намере власти да их затворе, клубови су обезбедили покровитељство неке државне установе, најчешће спортског друштва, и били регистровани као „ресторани са музиком”. У улици Ђуре Јакшића 1978. године отворен је модеран кафе бар „Златни папагај”. Планиран је као бар за брза пића у којем се стоји, тако да није имао столице.
Крајем седамдесетих година 20. века на Ушћу је отворен „Дијалог”, први ресторан на правом броду, за разлику од каснијих отворених на баркама. Након доласка Слободана Милошевића на власт крајем 1980-их, са њим је урађен интервју на „Дијалог-у” урадила дописница Тајмса Деса Тревисан.

### Црвено и црно
Диско клуб „Црвено и црно” отворен је 1970. године, у улици Милоша Поцерца, на Западном Врачару. Убрзо је стекао култни статус. Клуб је отворио Дејан Додиг Џамба, уз асистенцију Омладинске организације Савског венца. Улаз је био бесплатан, али је трајао само једну сезону и затворен је 1971. године. Омладинска организација је покушала сама да отвори још један диско клуб на истој локацији, али нису успели.

### Цепелин
Године 1971. отворен је „Цепелин”, најбоља и најпознатија дискотека у Југославији. Неки хроничари га сматрају првим правим диско клубом у Београду, отвореним за све. Налазила се у улици Илије Гарашанина 28, на Ташмајдану. Његово отварање је описано као „одликовање” ноћног живота. На отварању су присуствовали државни и војни врх и чланови дипломатског кора. Кавијар је сервиран из тањира Јосипа Броза Тита. На врхунцу популарности „Чепелин” је имао 10.000 чланова. Имао је три плесна спрата, најсавременије озвучење, а ентеријер је рађен по узору на чувени лондонски клуб „Ла Валбоне”: подови пресвучени црном вештачком кожом, доминантни месингани орнаменти, луксузне кабине, фотеље од плиша, двадесет различитих врста огледала, 1.000 сијалица у боји и стробоскопа изнад сваког плесног подија. Такође је имао црна светла, пројектор који је емитовао психоделичне музичке спотове на зидовима који су углавном били црни. Собе су биле загушљиве, а боје светла су се мењале у зависности од ди-џеј-а који је радио те ноћи. Делови зидова и намештаја били су у црвеној боји, са шареним цветним принтовима.
Најпопуларније особе у простору били су ди-џеј господин Чупко и тетовирани главни избацивач од главе до пете Oумпах-пах, именован по лику из стрипа. Редовни гости су били Ђорђе Божовић Гишка и његова пратња. Клуб се налазио поред Пете гимназије, а под покровитељством Спортско рекреативног центра Ташмајдан. Отворио га је Саша Николић и радно време је било од 16:00-21:00 (матинеа, за малолетнике) и 21:00-24:00, за одрасле, уз строга правила да се малолетници не смеју задржавати током каснијих програм. Диск-џокеји, међу којима и Саша Радосављевић и Раша Петровић, били су смештени у стакленој кабини изнад плесног подијума. Реновиран је и проширен средином 1970-их и укључивао је живе наступе најпопуларнијих југословенских рок бендова. Најчешћи извођачи били су Корни група. „Цепелин” је затворен 1980. године. Нагло је затворен, са објашњењем да ће се вршити реновирање. Када је поново отворен, то је био другачији тип објекта, преименован у „Таш”.

### Акваријус
Иако је „Цепелин” био без премца, „Акваријус” је био једини који је могао да привуче неке од „Цепелинових” посетилаца. „Акваријус” се налазио у Делиградској 7 код Трга Славија, у подруму сликара Радована Трнаца. Имао је углавном фенси клијентелу са дубоким џеповима (шминкери), коју су чинили богати адвокати, политичари и спортисти. Клијентела се разликовала од осталих сличних локала јер су клуб посећивали ексклузивни чланови градске елите (спорт, филм, мода) и убрзо је постао познат и ван граница Југославије. Музика је укључивала Bee Gees, Boney M, Éric Charden, Аманда Лир. Једном недељно „Акваријус” је приказивао анимиране филмове.
„Акваријус” је отворио Додиг 1972. године, након што је напустио „Црвено и црно”. Покровитељ клуба био је СД Раднички Београд. Иако његово име значи водолија, заправо је добио име по великом акваријуму који је заузимао централну просторију. Како његови мондени посетиоци углавном нису имали фиксно радно време, тако ни клуб: био је отворен сваки дан, целу ноћ. Био је мали, састојао се од три собе. Централна просторија је имала шанк, једна просторија је била прилагођена за седење, а трећа за плес. Место је затворено 1983. г.

### Остали клубови
- „Црвени певац”; објекат на Топличином венцу где је углавном пуштана рокенрол музике а често су га посећивали бајкери.[271]
- „Ф(илозоф)”; основана 1975. године од омладинске организације Филозофског факултета Универзитета у Београду ради прикупљања средстава за образовне пројекте. Било је то скромно место, отворено од 20:00 до 24:00.[271] Музичко уточиште за хипике, рокере и љубитеље алтернативне музике, музика је укључивала Дорсе, Лед Зепелин, итд.[272]
- „Мажестик” је отворен у исто време када и „Цепелин”, такође у власништву Николића. Отворен је у истоименом хотелу на Обилићевом венцу. Адаптирао га је архитекта Илија Глигоријевић. Био је то ексклузивни диско клуб са скупим улазницама и омиљено место шминкера.[271] Ситуација се касније променила. У фебруару 1990. године Кристијан Голубовић је са Драганом Николићем Гагијем (који је касније био умешан у атентат на Жељка Ражнатовића Аркана) упао у локал, приморао све да легну на земљу, пуцајући рафалом у плафон.[273]
- „Монокл”; отворена у боемској Скадарлији, преко пута кафане „Три шешира”. На отварању је наступила Силвана Арменулић. Ди-џеј је био Макса Ћатовић, раније диск џокеј у „Цепелину”.[272]
- „Ресник”; отворена у предграђу Ресника, у некадашњем биоскопу за одрасле који су власти затвориле. Није био много посећен јер је био удаљено од центра града.[271]

### Побуњеничке 1980-е
До овог периода, ди-џеј-еви су сами по себи постали звезде. Најпопуларнији је био Зоран Модли.

### Академија
Крајем 1981. године у Кнез Михаиловој улици број 53, у мрачном подруму Галерије сликарске академије, отворен је клуб „Академија”, један од најпознатијих и најутицајнијих у Београду, отуда и назив. Био је то рокенрол, састајалиште рокера, уметника, деце политичара, младих и авангардних бунтовника итд. Овде се окупила оригинална постава Екатерине Велике (Милан Младеновић, Маргита Стефановић, Бојан Печар). Остали музичари који су наступали су Електрични оргазам, Партибрејкерси, Психомодо Поп, Тони Монтано итд. Посетиоци елитних дискотека су је потпуно избегавали јер је важила за „рупу која шокира и провоцира”. „Академија” је била важан део одрастања и сазревања више генерација и опстала је до 2011. године, када је коначно затворена. Упркос јавним протестима, петицијама и онлајн активизму навијача и познатих личности, град је одбио да помогне у ситуацији, а утеривачи су затворили место.
„Академија” се данас описује као „засебна држава” осамдесетих година 20. века и „градски феномен”, западњачки оријентисан, који је створио нову културу забаве, под утицајем јединствених концерата на бини која је била тик уз публику. Са суседном „Звездом” била је главно место окупљања београдске омладине деценије. Описују се као место сусрета два Београда — једног који је мирисао на пиво, дуван и марихуану и оног са мирисима западних парфема и италијанских кожних ципела. У то време било је незамисливо да једна особа посети оба објекта.

### Звезда
Супарнички клуб „Звезда” био је супротстављен „Академији” у сваком погледу, па и по локацији: налазио се преко пута, у Кнез Михаиловој улици број 51, на задњем улазу у подрум ресторана Грчка Краљица. Отворен 1983. године, постао је симбол фенсерлука, са дијаметрално супротним ентеријером, музиком и општим концептом из „Академије”. Да би добили чланску карту за „Звезду”, људима су биле потребне политичке и друге везе, али је најбоља пропусница била модеран и атрактиван изглед. То је укључивало скупе увозне парфеме и гардеробу. Супарнички клубови су били толико различити, да се само по нечијем одевању могло погодити где ће појединац ући. Након гашења „Звезде”, 2000-их је уместо њега отворен други клуб под називом „Bassement”, али је и тај клуб касније затворен.

### Дуга
Клуб „Дуга” се налазио у Средачкој улици број 5. Дизајниран је по укусу богатих и отворен је са идејом да окупи богате и познате, лепе девојке и звезде шоу-бизниса. Убрзо је стекао статус „клуба познатих”. „Дуга” је отворена 1981. године на Звездари. Био је то најексклузивнији простор у своје време. Клуб је био преуређени подрум приватне куће и на адаптацију коју је урадио архитекта Илија Глигоријевић утрошено је преко 200.000 немачких марака. Говорило се да би просечан, богат купац „по ноћи потрошио онолико колико радник у фабрици заради за годину дана”. Међутим, један посетилац је игнорисао фенси кодекс облачења и вештачке манире: глумац Зоран Радмиловић, који је живео у близини, редовно би долазио у папучама на кафу.

### ЈАТ
Једна од првих баржи, отворена касних 1970-их. Првобитно је била намењена само запосленима у ЈАТ ервејзу, али је убрзо постала популарно градско место окупљања шире клијентеле. Био је запуштен до 2000-их, када је продат приватном власнику. Пре него што је реновирана, баржа се одвојила и однела ју је река низводно. Власник је предузео хитне мере да га задржи на површини, али је у јануару 2019. потонуо под обилним снежним падавинама. Сама речна баржа важила је за једну од најбољих, произведених у Смедереву.

### Остали клубови
Средином 1980-их почело је ширење нових диско клубова. Најпознатији су били:
- „Безистан”, на Теразијама, у сутерену објекта који је касније адаптиран у ресторан Мекдоналд који је опстао до данас. Безистан се разликовао од других дискотека тог доба и био је једини „плесни клуб” у граду. Када је популарност дискотеке Итало стигла до Београда, Безистан је организовао плесна такмичења за учеснике из целе Југославије. Овде је промовисан бенд Зана, док је група Аска вежбала кореографију за наступ на Песми Евровизије 1982. године. Безистан је затворен 1989. године.[293]
- „Бона фидес”, који су основали студенти Правног факултета Универзитета у Београду.
- "Црвени подијум, на Калемегдану; средином 1980-их рекламиран је као „највећа дискотека на отвореном на Балкану” јер је у појединим вечерима посећивало и до 10.000 посетилаца.[293]
- „Цветни Брег”, у Реснику.
- „Лондон”, у истоименом насељу.
- „Панорама”, у Кошутњаку.
- „Шестица”, на 6. спрату зграде Београђанке у центру Београда, отуда и назив [Шестица]; Радио је од 20:00 до 24:00 и иако је радио само три године, био је прилично популаран јер је пружао посетиоцима одличан поглед на град. Био је то једини клуб у то време који није био смештен у адаптираној помоћној просторији или подруму.[293] Ипак, иако је заузимао скоро цео спрат, био је познат по загушљивости, јер се прозори вишеспратнице нису могли отворити.[294]
- „Таш”, заменио „Цепелин”; Имао је такозване „Чивас сепаре”, који су увели виски као симбол престижа у ноћни живот Београда. Кнез је радио као ди-џеј у Ташу, пре него што је постао популаран певач.[295] Са „Дугом” и „Наном” направљен је чувени „троугао” ноћног живота Београда осамдесетих година 20. века.[293]

Осамдесетих година 20. века су настали сплавови, који ће доживети пуну експанзију касније током 1990-их:
- „Аргумент”, први ресторан на сплаву, отворен је1983. године на Ади Циганлији, изгледао је као " вагон ", без икаквих специфичности. Деведесетих година 20. века пресељена је на Ушће. Касније је преименована и обновљена, али се и даље тамо налази.[296] Отуда многи градски хроничари за годину рођења сплавова узимају 1983. годину.[297]
- „Хуа Хуа”, такође отворена 1983. године, надомак северног врха Аде Циганлије. Био је најпопуларнији сплав 1980-их. Објекат је продат 2013.[297]
- „Савски Галеб”, првобитно отворен 1987. године, био је први такав објекат на Савском кеју, у Блоковима. То је заправо била адаптирана стара теретна баржа.

### Криминалне деведесете
Деведесете године у Србији обележиле су недаће и турбуленције: распад Југославије, ратови, економске санкције, урушавање животног стандарда. Криминалци су почели да окупирају клубове и ноћни живот уопште. Мода и естетика турбо-фолка постали су норма, док су пуцњави и убиства у диско клубовима постали редовна дешавања. Турбулентни период обележили су пуцњави, убиства и егзекуције, често у популарним градским клубовима. Посета овим местима представљала је велики ризик.
Диско клубови су изгубили лидерску позицију у ноћној забави, пошто су се млади људи окренули фолкотекама (дискотекама са турбо-фолк музиком) и сплавовима, односно барж клубовима. Међу најпопуларнијим сплавовима били су „Лукас”, где је певач Аца Лукас започео своју фолк каријеру, преузевши име сплава као свој алијас, „Моцарт” (који је потонуо после 2000. године) и „Тритон”. До краја 1990-их сплавови су готово у потпуности прекрили обале Саве и проширили се у Дунав. Први сплавови отворени за посетиоце настали су касних 1970-их, а први ресторан под називом „Аргумент” отворен је 1983. Баржа „Блек Пантерси”, власништво истоименог музичког бенда, отворена је 1990. године. Био је популаран све док није изгорео 2008. Сплавови су доживели процват после 1991. и до 2010-их су се проширили за скоро 15 километара уз Саву. До данас су јавно повезани са криминалцима и бројним инцидентима. До 2021. године на баркама је било преко 200 кафића, ресторана, кафана и дискотека.
Од лета 1996. године, сплавови са Ушћа ширили су се и обалом Старог сајмишта. Барже на Старом сајмишту биле су прве на којима су се појавили „урбани” сплавови и читава субкултура настала у локалима постала је мејнстрим. Ове барке су имале „историјски значај” за ширење и прихватање локала као аутентичног дела ноћног живота и туристичке понуде Београда. Међутим, стални јавни сукоб између јефтине забаве и криминала на баркама и значаја насеља с обзиром на његову ратну историју као концентрационог логора Сајмиште, настављен је деценијама. На крају крајева, све барже су померене са Старог сајмишта до краја 2010-их.
У другој половини 1990-их дошло је до развоја просторија за електронску музику, као техно и рејв сцене са међународним ди-џеј-евима, упркос међународним санкцијама. Развила се строга подела, са фолк просторима на једној, и андерграунд, алтернативним техно клубовима на другој страни, а мејнстрим рок музика је скоро нестала.

### Естрада
Сплав је отворен 1988. године на Савском кеју под називом „Пингвин”, који је убрзо промењен. Прва наменски изграђена баржа-дискотека, била је нацрт за све будуће просторе овог типа. То је била прва баржа са ди-џеј-ем, и одвојеним плесним подијумом и сепареима за седење. Био је добро посећен од отварања, али се клијентела временом променила. Првобитно је прављен од „скитница” из целог града, али је општом криминализацијом друштва постао место окупљања припадника злочиначких кланова из Земуна и Новог Београда.

### Нана
„Нана” је била главни ривал „Дуге”, у улици Косте Главинића 3 а на Сењаку. Првобитно је био познат као елегантан мали ноћни клуб са урбанијом и софистициранијом атмосфером од „Дуге”. Током својих „софистицираних” дана „Нана” је била позната по томе што није пуштала народну музику. Пре него што су у њему почели да се окупљају криминалци, једно време је био омиљено место страних дипломата јер многи имају пребивалишта на Сењаку. Место које је имало кодекс облачења (обавезно одело од 1987. године), су га „открили” криминалци, који су почели да се окупљају, организујући се у локалне кланове. Стекао је глас као први клуб у којем се догодило убиство: Андрија Лаконић Лаки, за кога многи незванично тврде да је полицијски доушник, убијен је у „Нани” 24. марта 1990. године. Убиство је открило везе између криминалаца и тајне полиције. Оптужени су Дарко Ашанин и Веско Вукотић. Суђење се отегло, појавило се много криминалаца и полицајаца у истрази и суђењу, међу којима и инспектор Мирослав Бижић, који је оптужен да је сакрио доказе и помогао Вукотићу да побегне из земље. Случај никада није затворен. Бижић, који је напустио полицију, убијен је 1996. године, док је Ашанин убијен у јуну 1998. године. И ови злочини су до данас остали званично неразјашњени.
Клуб је затворен, а касније поново отворен, али је постао „место које треба избегавати”. Дана 17. децембра 2017. године испред клуба је убијен Александар Савковић, члан навијачке групе ФК Рад, а још једна особа је рањена.

### Лукас
Иако је отворен 1985. године, његова слава почива на периоду 1990-их. Налазила се на левој обали Саве, у Ушћу. Средином 1990-их постао је изузетно популаран и постао стециште припадника два криминална клана, Вождовца и Звездаре. Дана 27. новембра 1994. дошло је до велике пуцњаве, у којој је учествовала речна полиција. Неколико припадника клана је рањено, а убијен је Бојан Бановић, припадник Вождовачког клана. Пуцњаве су се наставиле и у наредним временима. Од 2017. на локацији се налази сплав другог имена. Један од првих који је пуштао турбо-фолк музику, „Лукас” је описан као „споменик 1990-их”.

### Sunset
Клуб се налазио у Хотелу Метропол, у Булевару Краља Александра 69. Мирослав Курак, учесник у атентату на новинара Славка Ћурувије 1999. године, био је сувласник. Клуб је био познат по мешовитој клијентели: привредницима, припадницима дипломатског кора, али и бројним гангстерима, међу којима су Раде Ћалдовић Ћента и Милорад Улемек Легија, касније осуђен за атентат на премијера Србије Зорана Ђинђића. Запослени у клубу користили су последњи спрат у хотелу. Полиција је 2002. године упала у просторије и открила огромну количину оружја. Неколико дана касније на овом спрату је избио пожар, званично због лоших инсталација.

### Индустрија
Индустрија је била најпопуларнији техно рејв клуб. Налазила се у Васиној улици број 19 и пуштала је само електронску музику. Описано као место са „бројним бајкама, митовима и истинама” о њему. Касније је ту био кафић „Илегала”, а данас је пекара. „Индустрија” је описана као „писање историје српске електронске сцене” и „место одакле је све почело”. Отворена је 1994. године у бившој котларници Филозофског факултета. Ди-џејеви електронске музике у развоју били су Деки СТРОБ, Марк Ви, Vlada Eye, Velja Innvision, Гордан Пауновић, Влада Јањић, Божа Подунавац, Кс-перимент, ТТП, Sugardaddy O. Упркос међународним санкцијама Србији у то време, наступали су и страни ди-џејев,. 2-3 пута месечно, укључујући: Мобија, Марка ЕГ и DJ Hell-а.

### Андерграунд
Смештен у пећини испод Београдске тврђаве, био је познат по специфичној врсти музике: асид џез, фанк, друм и хаус. Годинама је уживао култни статус, али након промене власника, променио се и избор музике и клуб је почео да пушта народну музику. Касније је затворен.

### Остали клубови
- „Апартман”, у Карађорђевој 43, данас је затворен.[321]
- „Батлер” и „Француска собарица” у Француској 12.[321]
- „Бордел”, данас „Клуб Медуза”, у господар Јевремовој 6.[321]
- „Буха”, у згради Позоришта Бошко Буха на Тргу Републике. Популаран у периоду 1990—1992, један од првих који је пуштао електронску музику.[321] Такође пионир рејв музике у Србији.[322]
- „Аутобус”, на Ташмајдану, у близини стадиона Ташмајдан . Налазила се у малом здању које се пружало од правог запуштеног аутобуса који је касније уклоњен да би се направио простор за паркинг.[321]
- „Долар”, на углу улица 29. новембра и Таковске, у делимично запуштеном тржном центру. Више кафана него плесни клуб, била је позната по вечери Пази школе, која се касније развила у посебан клуб са тим именом.[321]
- „Енергија”, у Нушићевој 8, познатој по Трашотечким вечерима, сваког четвртка.[321]
- „Инкогнито”, у Немањиној 4. 2000-их замењен клубом „Wash”, који је имао ди-џеј мискету у облику веш машине, док су зидови били украшени празним флашама омекшивача. Клуб је био отворен 7 дана у недељи, окупљао је познате европске ди-џејеве и био је једна од главних тачака у развоју клабинга у Београду.[321]
- „Гајба”, у улици Кнегиње Зорке 71, данас „Монашки бар”. Познат по својим Функишљива вечерима.[321]
- „Кућа”, у Савамали, у улици Браће Крсмановића 5. Плесни клуб, кроз врата са великим зупчаником и ружичастим тунелом. Други спрат је адаптиран у салон. Овде је гостовала цела „клупска свита” Београда. Затворен је почетком 2000-их.[321]
- „Lale Happy Peoplе”, заправо сувенирница у Блоку 45 на Новом Београду, на самом рубу града. Електронску музику миксовао је Лале Хаппи Пеопле, власник, ди-џеј Марко Настић, Срђан Тодоровић, Горан Змик Ковачевић, Петко.[321]
- „Лув”, у Браће Јерковић, у улици Браће Јерковић 74-Б. Првобитно место за шминкере, постало је место окупљања криминалаца. Неки од најпознатијих београдских гангстера, попут Александра Кнежевића Кнелета или Кристијана Голубовића, имали су овде обрачуне.[323]
- „Magna House”, у улици Драгослава Јовановића 9, од 1998. године ресторан „Градоначелник”.[321]
- Омен, техно рејв клуб, који се налази у улици Обилићев венац 16.[324] Посебно популаран међу ди-џејевима, био је то мали простор са интимном атмосфером. Имао је флипере на улазу.[321]
- „Пећина” се налази на улазу у ташмајданске лагуме испод парка. Локација је фестивала „Ово је мој град”.[321]
- Сара, барка на Ади Циганлији, прво место са искључиво електронском музиком. Отворен је само годину дана 1994.[325]
- Soul Food, у Француској 6, обично означен као „први клуб са строго дефинисаним концептом, уобличеним плесном музиком”. Затворен је 1997. године када се клијентела углавном преселила у „Индустрију”. Овде су се окупили сви пионири градске клабинг сцене: ди-џејеви Влада Јањић, Божа Подунавац, Гордан Пауновић, Влада Еие, Марк Вее, Деки СТРОБ итд. Касније је отворена још једна дискотека, потпуно другачијег музичког правца, названа „Ф6”, а касније и „Дот”.[321]
- „Тритон”, сплав, један од најпопуларнијих у то време. Био је то велики простор, који је првобитно функционисао као „дискотека на води”. Била је то локација бројних пуцњава.[326][327]
- „Трозубац”, који се налази између централног градског трга Теразија и Нушићеве улице. Место окупљања злочинаца.[323]
- „Тјуб”, угао Симине и Добрачине улице.[321]